# Макуші
Макуші (Makuusi, порт. Macuxi) — корінне населення, що проживає на прикордонних територіях південної Гаяни, північної Бразилії в штаті Рорайма та східної частини Венесуели.

## Ідентифікація
Макуші також відомі як народ Макусі, Макусі, Макуші, Макусі, Макуксі, Теуея та Тевейя. Макуші, а також Арекуна, Камарокото і Таурепан вважаються підгрупами Пемон.

## Мова
Народ макуші розмовляє мовою макуші, мовою макуші-капон, яка є частиною карибської мовної сім'ї. Деякі в Бразилії також розмовляють португальською, тоді як деякі у Венесуелі розмовляють іспанською, а деякі в Гаяні розмовляють англійською. Мова макуші написана латинським шрифтом, а у 1996 році цією мовою було перекладено Новий Заповіт.
Макуші не вирішували навчати своєї мови чужинців, тому мова опинилася під загрозою в 1950-х роках, оскільки вважалася «сленгом» порівняно з офіційною португальською.

## Житло і спосіб життя
Вони живуть у селах, з'єднаних між собою дорогами і стежками, з будинками, побудованими навколо центрального двору. Коли пара макуші одружується, вони живуть у селі родини дружини, а тесть має велике значення у родинних зв'язках макуші.
Макуші практикують такі методи полювання та сільського господарства, як змінне вирощування та отруєння риби.
Подібно до інших корінних груп у цьому районі, традиційне життя макуші багато в чому залежить від гіркої маніоки, а завдання з вирощування розділені за статтю. Чоловіки традиційно очищають землю, а жінки доглядають і збирають урожай. Згідно з традиціями Макуші, маніока була створена з метою вирощування і контролюється матір'ю маніоки (kisera yan). Жінки є основними переробниками, а основними продуктами є хліб з маніоки, фарін, паракарі, во (дрінк), крохмаль тапіока та кесер. Статус села пов'язаний з успіхом у вирощуванні маніоки.

## Історія та культура
Усна історія Макуші описує їх як нащадків дітей сонця, доброзичливого Інсікірана (Іншкірунга) та його зловмисного брата Макунаіми (або Негі), які створили вогонь, а також хвороби, і вони також вірять, що відкрили Васаку, Дерево життя. Макуші вірять у життєвий принцип — сткатон — і вірять, що він походить від сонця. Подібно до інших індіанських груп (таких як народ Патамона чи Акавайо) є важливість піаймана, знахаря або духовного лідера та віра в кейнамі (канаїма), тип злого духа, який персоніфікується як «чужий», «той, що несе смерть і нещастя». Канайма асоціюється зі зміною форми (зазвичай це тварини, як-от ягуари, кажани чи броненосці), і напади часто спрямовані на окремих людей, коли вони залишаються на самоті, під час яких вони зазнають нападу та помруть через кілька днів. Інше використання цього терміна застосовує духовний контекст до стелс-тактики, схожої на вбивцю, як форми захисту, але також може завдати шкоди тим, хто отримує вигоду.
Перші згадки про макуші з'явилися у 1740 році в контексті набігів лусо-бразильських рабів на чолі з ірландцем Луренсо Бельфорте. З 1700-х до кінця 1800-х років макуші були витіснені на північ бразильськими набігами, а на південь — карибами та акавайо, ставлениками голландців та англійців, що обмежило межі їхніх земель саваною Рупунуні. Хоча є повідомлення про те, що макуші продавали своїх людей у рабство, також зазначалося, що це робилося під примусом. У 1800-х роках макуші «спеціалізувалися на виробництві гамаків, різних ремесел і сильнодіючої форми кураре», якими торгували інші індіанські групи в регіоні, часто в обмін на тертки для маніоки і сопілки.
До європейської колонізації макуші вели напівкочовий спосіб життя, але з того часу утворилися постійні поселення, як правило, навколо католицьких чи англіканських місій або державних шкіл. До 1900-х років багато макуші працювали найманими робітниками, займаючись кровопусканням балату або випасанням худоби. Політика Бразилії щодо корінних народів мала помітніший вплив на культуру макуші порівняно зі стороною Гаяни, яка здебільшого полягала в тому, щоб залишити їх у спокої.

### Бразилія
У XVIII столітті в Бразилії немісцеве населення окупувало територію Макуші, створюючи місіонерські села та ферми та змушуючи людей Макуші переселятися.
Бразильський уряд створив школи, а також лікарні для макуші, і з 2005 року вони проводять кампанію за визнання прав на землю по всій Бразилії. Макуші є найбільшою корінною групою в Рорайма та складають сегмент населення Боа-Віста. Визнаною територією корінного населення макуші є Рапоза-Серра-ду-Сол.

### Гаяна
У Гаяні макуші оселилися в північній савані Рупунуні. Катберт Кері-Елвес, місіонер-єзуїт, який оселився серед макуші регіону Рупунуні (Гаяна) у 1909 році, вивчив мову та залишився з ними понад 23 роки. Міжнародний центр Івокрама знаходиться під управлінням Макуші, а села Аннаї, Кватаманг, Сурама, Рева, Краш-Вотер, Карасабай і Юпукарі вважаються поселеннями Макуші. На півдні Рупунуні, Святого Ігнатія та Моко-Моко також поселення макуші.
Повстання Рупунуні, яке очолювали відомі європейські та індіанські родини скотарів, охопило більшу частину традиційної території Макуші, і багато Макуші також були вбиті.

## Відомі люди
- Сідней Аллікок (~1954), віце-президент Гаяни.[13]
- Джайдер Есбелл (1979—2021), бразильський художник, активіст, письменник[14]
- Бернальдіна Хосе Педро (1945—2020), бразильська активістка та лідер племені.[15]